# Хояне-Сероцента
Хояне-Сероцента (пол. Chojane-Sierocięta) — село в Польщі, у гміні Кулеше-Косьцельне Високомазовецького повіту Підляського воєводства.
Населення — 108 осіб (2011).
У 1975-1998 роках село належало до Ломжинського воєводства.

## Демографія
Демографічна структура станом на 31 березня 2011 року:
|          | Загалом | Допрацездатний вік | Працездатний вік | Постпрацездатний вік |
| -------- | ------- | ------------------ | ---------------- | -------------------- |
| Чоловіки | 62      | 18                 | 31               | 13                   |
| Жінки    | 46      | 4                  | 27               | 15                   |
| Разом    | 108     | 22                 | 58               | 28                   |